# Kloster Bysławek

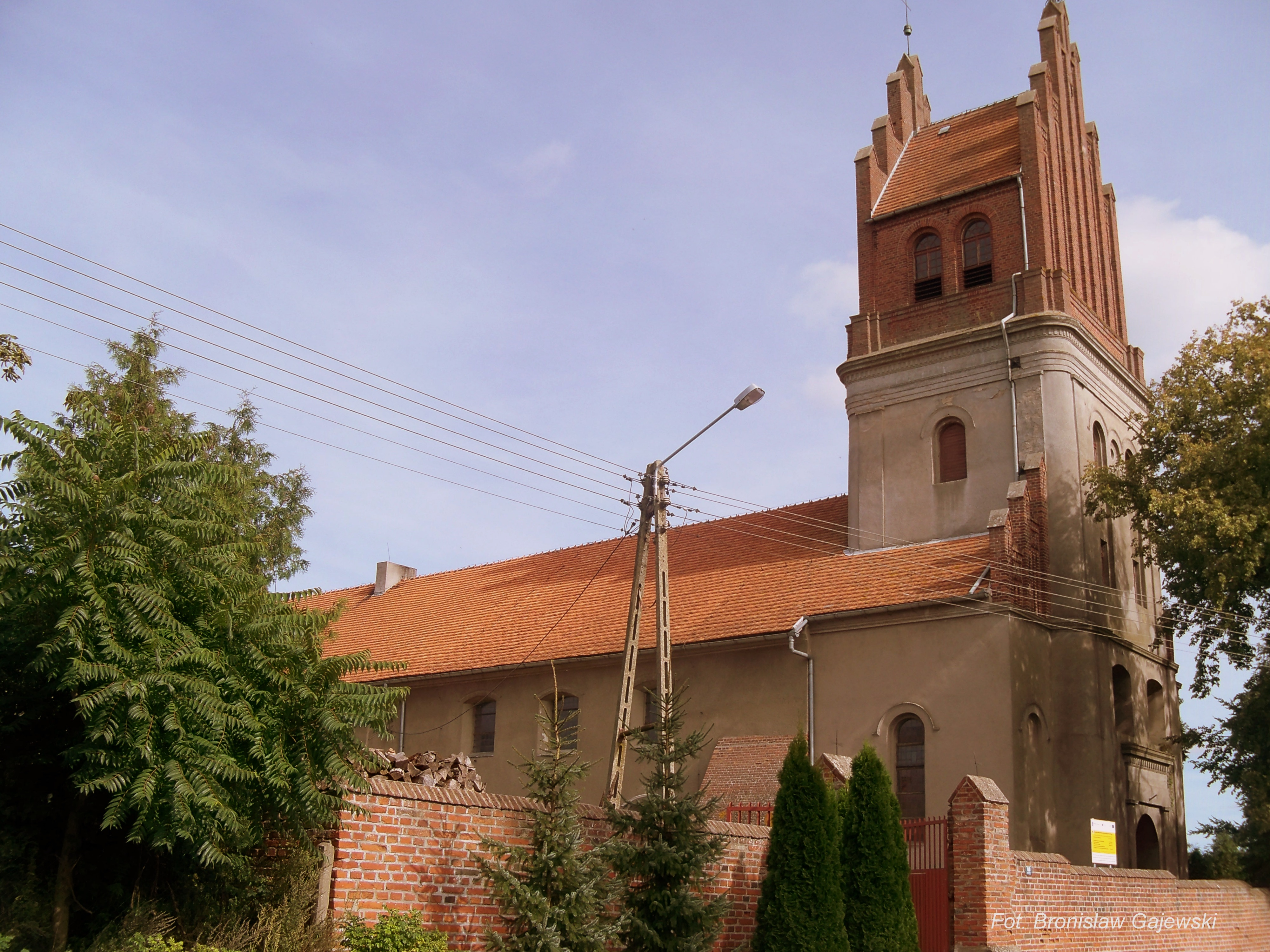
Kirche St. Laurentius

Das Kloster Bysławek (deutsch: Bislaw) ist eine Niederlassung der Barmherzigen Schwestern vom heiligen Vinzenz von Paul in Bysławek (Gmina Lubiewo) in der polnischen Woiwodschaft Kujawien-Pommern. 1603 wurde hier ein Benediktinerinnen-Kloster gegründet, das 1857 von Franziskaner-Reformaten übernommen wurde. Seit 1881 wird es von Vinzenzerinnen genutzt.

## Geschichte
Im Jahr 1602 kam die Benediktinerin Zofia Żalińska mit elf Schwestern aus Kulm (Chełmno) auf das väterliche Gut in Bislaw und lebte dort eine Zeitlang, um einer Epidemie in ihrer Herkunftsstadt zu entgehen. Nach einiger Zeit gingen sie nach Kulm zurück. Die Einwohner von Bislaw baten sie jedoch wiederzukommen und so gründeten die Schwestern 1603 hier ein neues Kloster. Dieses wurde 1605 von Papst Clemens VIII. bestätigt. Sie bauten eine Kirche und Klostergebäude.
1822 kamen zehn Schwestern aus dem Kloster in Kulm, das von den preußischen Behörden geschlossen worden war. 1836 wurde auch das Kloster in Bislaw aufgelöst. Es blieben vier Schwestern hier wohnen.
Nachdem 1852 die letzte den Ort verlassen hatte, übergaben die örtlichen Behörden die verfallene Anlage Franziskaner-Reformaten. Diese setzten die Gebäude wieder instand und blieben bis 1875. Danach stand das Gelände einige Jahre leer.
1881 wurden Barmherzige Schwestern vom heiligen Vinzenz von Paul geholt. Diese waren auch in der Sozialfürsorge tätig.
1939 wurde das Gelände von den deutschen Besatzungsbehörden beschlagnahmt.
Seit 1945 wird das Kloster wieder von Barmherzigen Schwestern genutzt.